# Олдувајски кланац
Олдувајски кланац је кланац у северној Танзанији често називан »колевком човечанства«, заштћена зона и национални парк.
Налази се између националног парка Серенгети и кратера Нгоронгоро и спада у део Серенгетских равница.
Име Олдувај промењено је 2005. године у Олдупај што је тачан изговор назива.
Кланац је један од најпозантијих археолошких праисторијских локалитета где су откривени остаци хоминида (поред налазишта Хадар и Гона у Етиопији и Кооби Фора у Кенији) који се датују у период од пре око 2,5 милиона година. На локалитету су откривени остаци Аустралопитекуса робустуса као и ручни клин назван олдувајско оруђе. Од облика су откривени одбици, секачи и чопери.
Ова клисура дуга 48 км и дубока 90 метара била је дом већем броју хоминида, тачније пронађени су фосилни остаци више од 60 врста.

## Археолошка истраживања два старија слоја
Од 1931. године кланац Олдувај/Олдупај, у равници Серенгети у (Танзанији) постао је познато налазиште камених оруђа раних људи у Африци и садржи 4 главна лежишта, слоја, која имају укупну дебљину око 90 до 100 метара. За старост најстаријег лежишта I у кланцу Олдувај/Олдупај данас се процењује да је између 1,7 и 2,1 милиона година. Тај слој, дебљине је око 60 метара и садржи камена оруђа културе олдувајен (цепачи, стругачи) и остатке парантропуса боисеи и Homo habilisа.
Доњи део лежишта II је старости до око 1,7 милиона година, такође, садржи камена оруђа културе олдувајен, а горњи део лежишта II је стар до око 1,15 милиона година и он садржи финије обрађено камено оруђе ашелске културе (то јест старије ашелске културе) и остатке врсте Homo erectus.
Олдуваи је најраније од типолошких култура доњег палеолита или раног каменог доба.